# 법성종
법성종(法性宗)은 일체 만유(萬有)는 같은 법성을 가졌고 모두 성불할 수 있다는 교의를 가진 불교 종파이다. 일체 만유(萬有)는 동일한 법성에서 생겼으며, 일체 중생은 모두 성불할 성품이 있다는 것을 종지(宗旨)로 한다.
넓은 뜻으로는 삼론종 · 화엄종 · 진언종 · 천태종 등을 포괄한다. 좁은 뜻으로는, 신라와 고려 시대의 5교의 하나로서, 신라 문무왕 때 원효가 처음 분황사(芬皇寺)에서 시작하여,  남북국 시대의 신라와 고려 시대 동안 존속하였던 고대와 중세 한국의 불교 종파를 뜻한다.  이 고대와 중세 한국의 불교 종파를 분황종(芬皇宗), 해동종(海東宗) 또는 중도종(中道宗) 이라고도 하였다.
분황종은 분황사(芬皇寺)를 근본도량으로 하였으며, 고려 광종 이후에는 개성 왕륜사(王輪寺)를 본사로 하였다. 분황종의 소의경전으로는 《화엄경》·《금강삼매경(金剛三昧經)》·《대집경(大集經)》이 있었다. 분황종, 즉, 법성종은 5교에 속한 화엄종 · 법상종과 같이 그 종세가 융성하지 못하고 고승대덕도 나오지 못하였다. 조선 세종 6년(1424)에 선교 양종으로 불교 종파가 통폐합될 때까지 존립하였다.

## 같이 보기
- 한국 불교의 종파
- 한국의 불교
- 원효
- 분황사

## 참고 문헌
- 이 문서에는 다음커뮤니케이션(현 카카오)에서 GFDL 또는 CC-SA 라이선스로 배포한 글로벌 세계대백과사전의 내용을 기초로 작성된 글이 포함되어 있습니다.